# قائمة حلقات هارفي بيكس
هذه هي قائمة حلقات مسلسل هارفي بيكس من إنتاج استوديوهات نكلوديون للرسوم المتحركة بدأ عرض في 28 مارس 2015 على قناة نكلوديون وفي 13 سبتمبر 2015.

## نظرة عامة
| رقم الموسم | عدد الحلقات | تاريخ بداية البث الآصلي | تاريخ نهاية البث الآصلي |
| ---------- | ----------- | ----------------------- | ----------------------- |
| 1          | 26          | 28 مارس 2015            | قريبا                   |

## الحلقات

### الموسم 1 (2015-2016)
| رقم | اسم الحلقة                       | تاريخ البث الولايات المتحدة |
| --- | -------------------------------- | --------------------------- |
| 1أ  | بي-تشو                           | 28 مارس 2015                |
| 1ب  | شجرة البصق                       | 29 مارس 2015                |
| 2أ  | الإصبع                           | 05 أبريل 2015               |
| 2ب  | السلبيات لأن تكون مشحونة ايجابيا | 05 أبريل 2015               |
| 3أ  | الدراجة المستأجرة                | 12 أبريل 2015               |
| 3ب  | اليوم المضاد للصداقة             | 12 أبريل 2015               |